# Józef Gabriel Cieciszowski
Józef Gabriel Cieciszowski herbu Kolumna – kasztelan czerski w 1716 roku, kasztelan liwski w 1703 roku, podczaszy liwski w 1689 roku.
Marszałek sejmiku ziemi liwskiej w 1696 roku i poseł ziemi liwskiej na sejm konwokacyjny 1696 roku. Po zerwanym sejmie konwokacyjnym 1696 roku przystąpił 28 września 1696 roku do konfederacji generalnej. Jako poseł na sejm elekcyjny 1697 roku i deputat z ziemi liwskiej podpisał jego pacta conventa. Poseł na sejm 1701 roku i sejm z limity 1701-1702 roku z ziemi liwskiej. W 1705 roku potwierdził pacta conventa Stanisława Leszczyńskiego.